# Škoda Favorit
La Favorit est une automobile du constructeur automobile tchèque Škoda produite de septembre 1988 à février 1995. Première traction avant de la marque, elle est aussi la dernière  Škoda conçue avant l’ère Volkswagen. Elle reprend le nom d'un modèle produit entre 1936 et 1941.

## Une nouvelle génération de Škoda
Dès le début des années 1980, Škoda étudie des prototypes à traction avant. En 1982, le gouvernement tchécoslovaque autorise l’usine de Mlada Boleslav à se lancer dans cette voie.
En 1983,  Škoda commence à chercher des partenaires pour la réalisation de sa future compacte. Bertone se chargera du style de la carrosserie, sous la coupe du designer belge Marc Deschamps. Le bureau d’études Porsche aura soin de réaliser le prototype.
La voiture est finalisée 5 ans plus tard et la nouvelle  Škoda Favorit est présentée pour la première fois à la foire de Brno, en septembre 1988, puis en février 1989 au salon d’Amsterdam. 

## Une voiture dans les standards européens
Motorisée par un 1.3 de 62 ch (issu de la 136), la Favorit reprend le nom d’un ancien modèle de la marque, vendu à la fin des années 1930. 
Carrosserie 5 portes, moteur transversal, traction avant…la rupture est radicale, et va permettre à  Škoda de se repositionner sur les marchés européens. Malgré quelques défauts en matière d’assemblage et de qualité de la fabrication, la Favorit n’a pas à rougir face aux stars du segment, les Renault Supercinq, Volkswagen Polo et Peugeot 205. 
Fin 1990, apparaît une version break, la Forman, puis un pick-up en 1991. Le 16 avril de cette même année,  Škoda devient la 4e marque du groupe Volkswagen AG (qui comprend déjà la marque éponyme, Audi et Seat). En effet, après sa privatisation en 1990, le constructeur a besoin d’argent et s’est endetté avec le développement coûteux de la Favorit. Deux repreneurs sortent du lot : Renault et Volkswagen. C’est finalement ce dernier qui sera choisi par le gouvernement tchécoslovaque en décembre 1990. La Favorit, dernier modèle fabriqué sous la houlette de  Škoda, est restylée en 1992, alors qu’on peaufine sa remplaçante, la future  Felicia.
En 1994,  Škoda bat son record de ventes en France : avec 6834 immatriculations, la marque efface les 6441 ventes de 1972. L’année suivante, alors que la production de la Favorit s’achève,   Škoda bat un nouveau record sur le marché français et dépasse pour la première fois depuis 1973 son concurrent russe Lada. Aujourd’hui, les ventes de  Škoda dépassent allègrement les 15 000 voire 18 000 ventes en France et il n’est pas saugrenu de penser que le groupe VAG mais aussi la Favorit ne sont pas étrangers à ce succès.

## Galerie

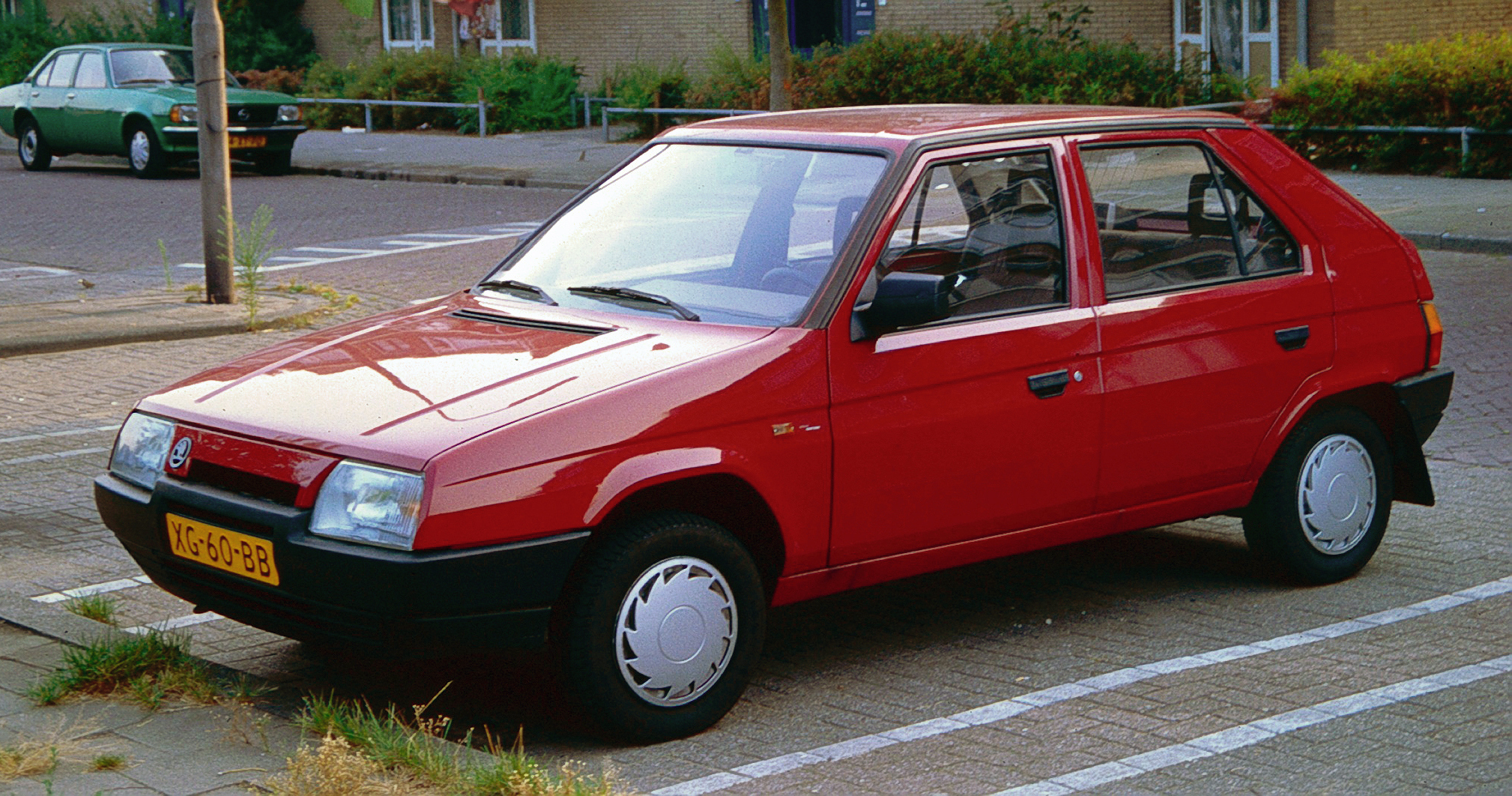
Škoda Favorit
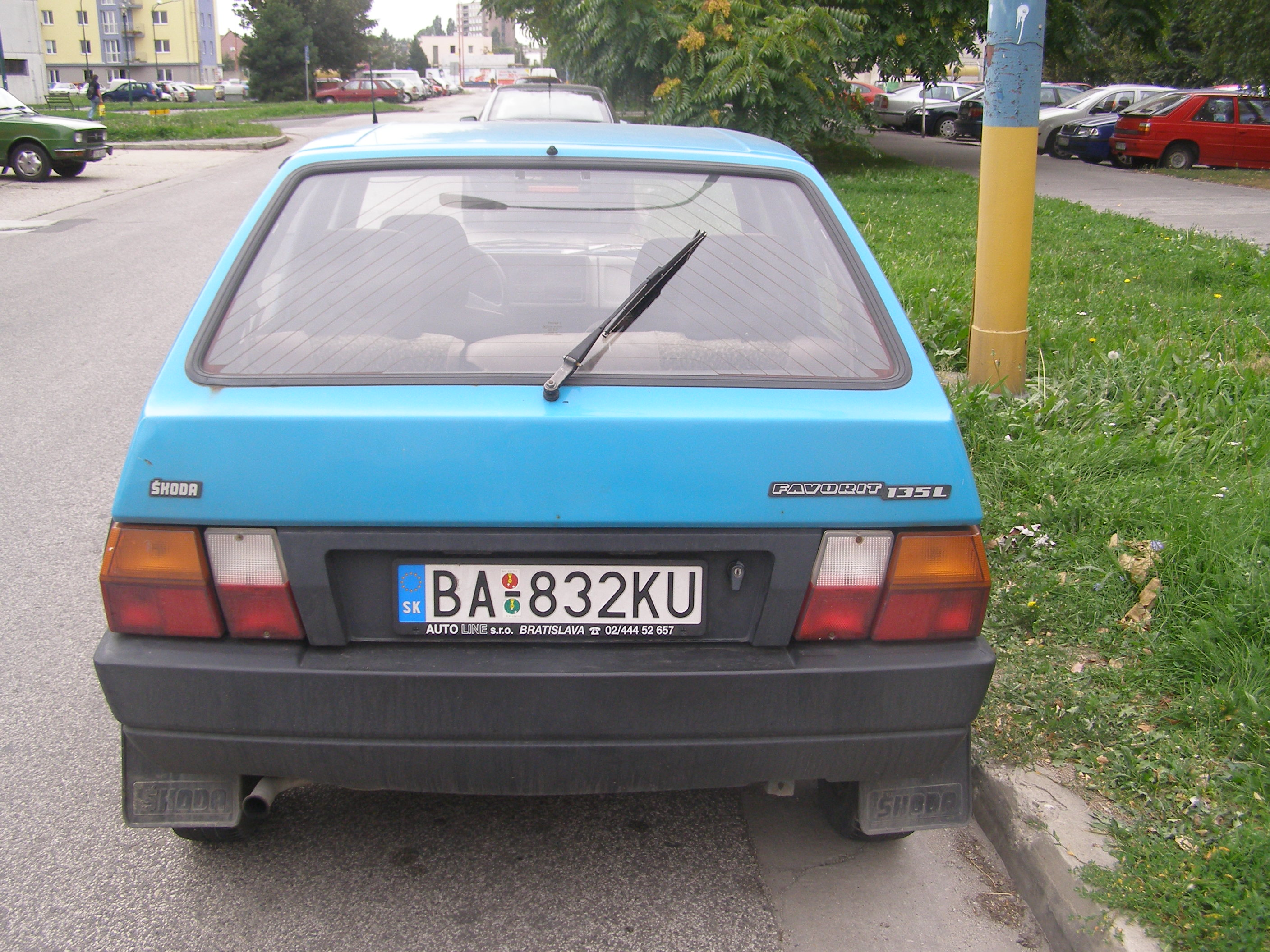
Škoda Favorit 135 L
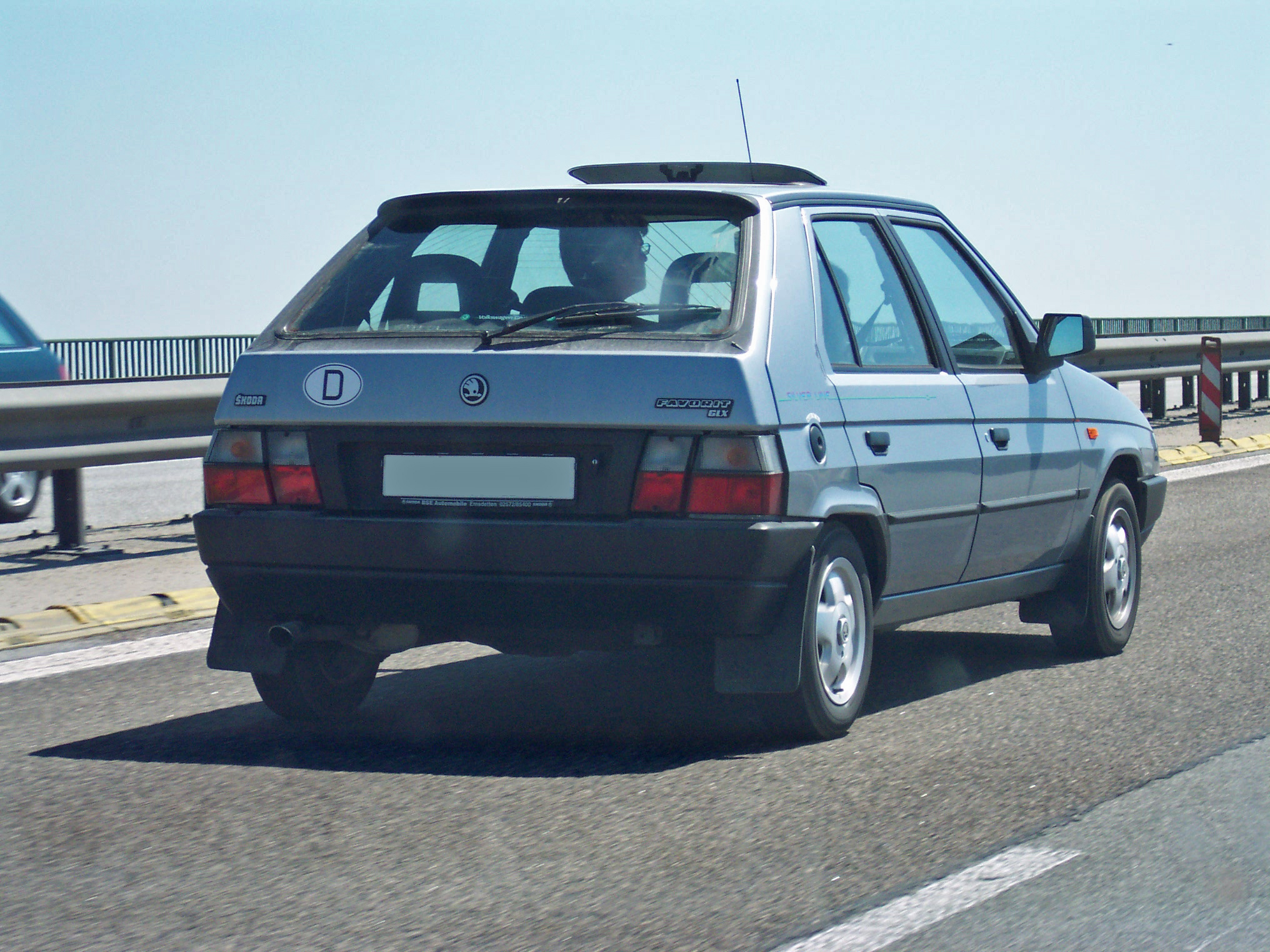
Škoda Favorit GLX
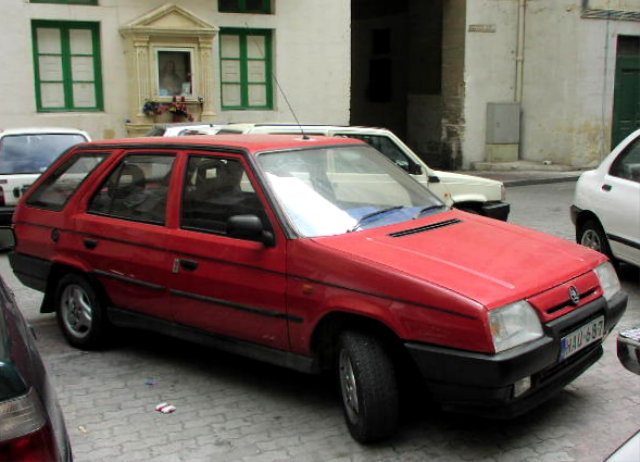
Škoda Forman
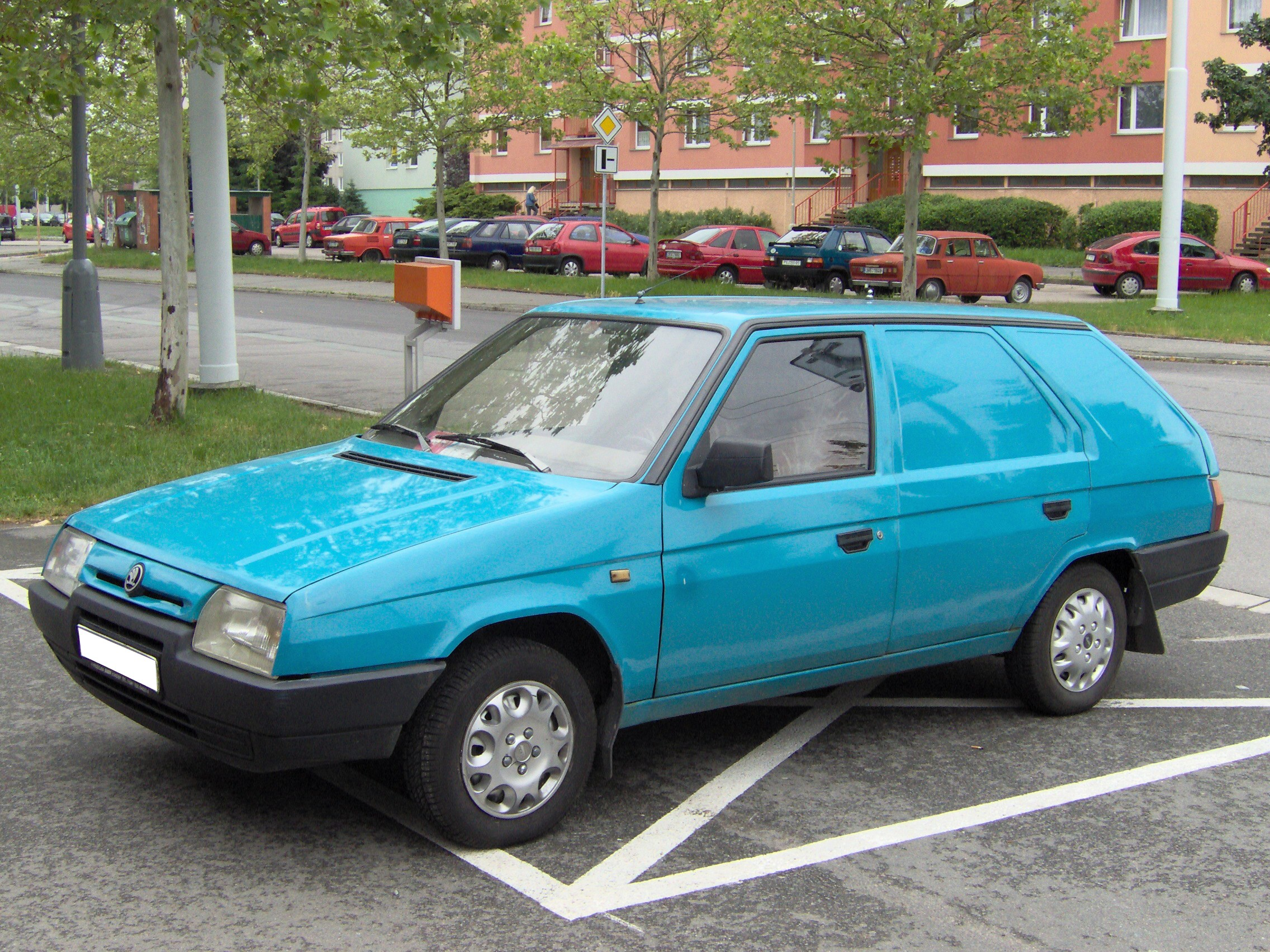
Škoda Forman Praktik
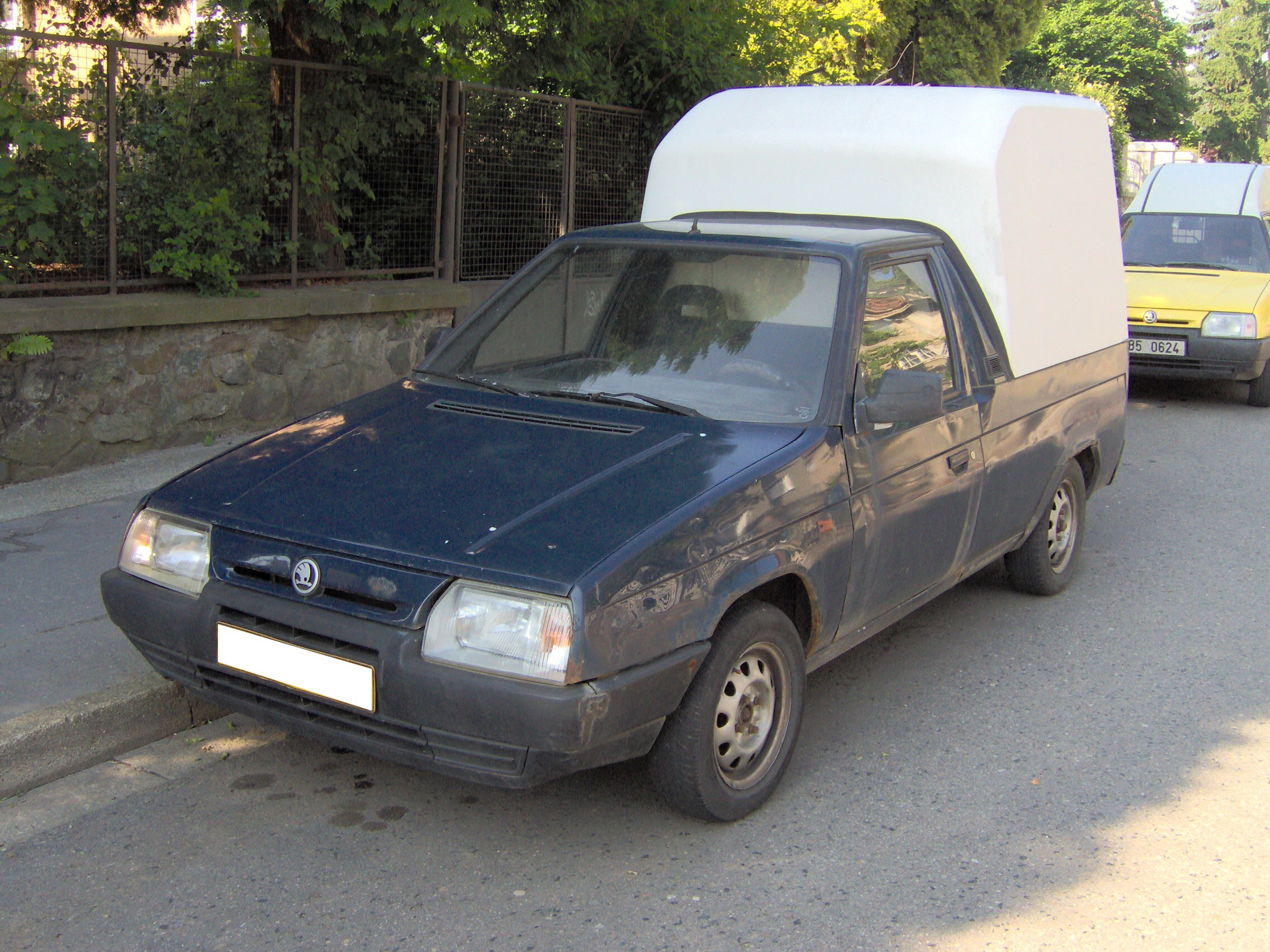
Škoda Favorit Pick-up
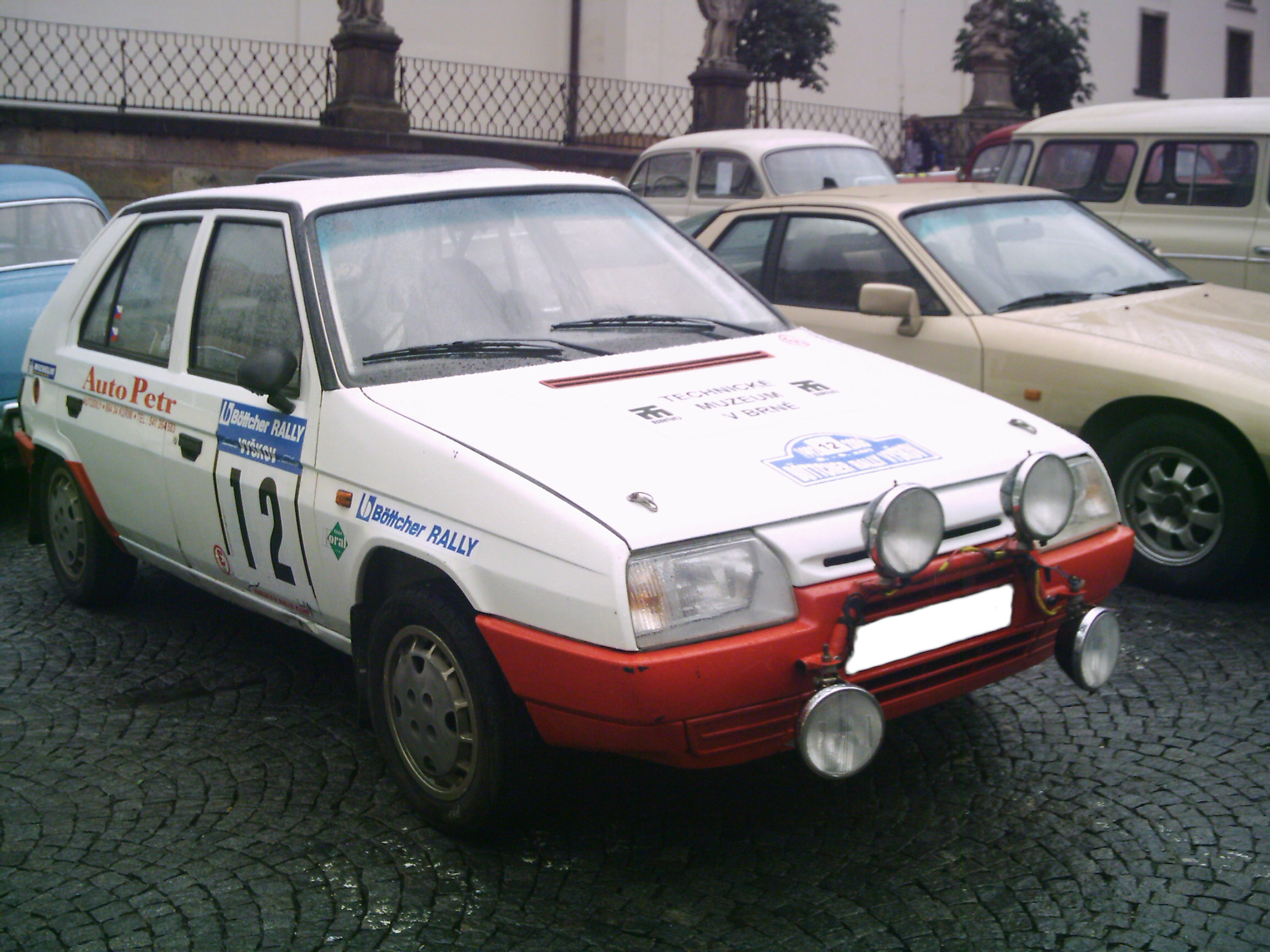
Škoda Favorit de rallye
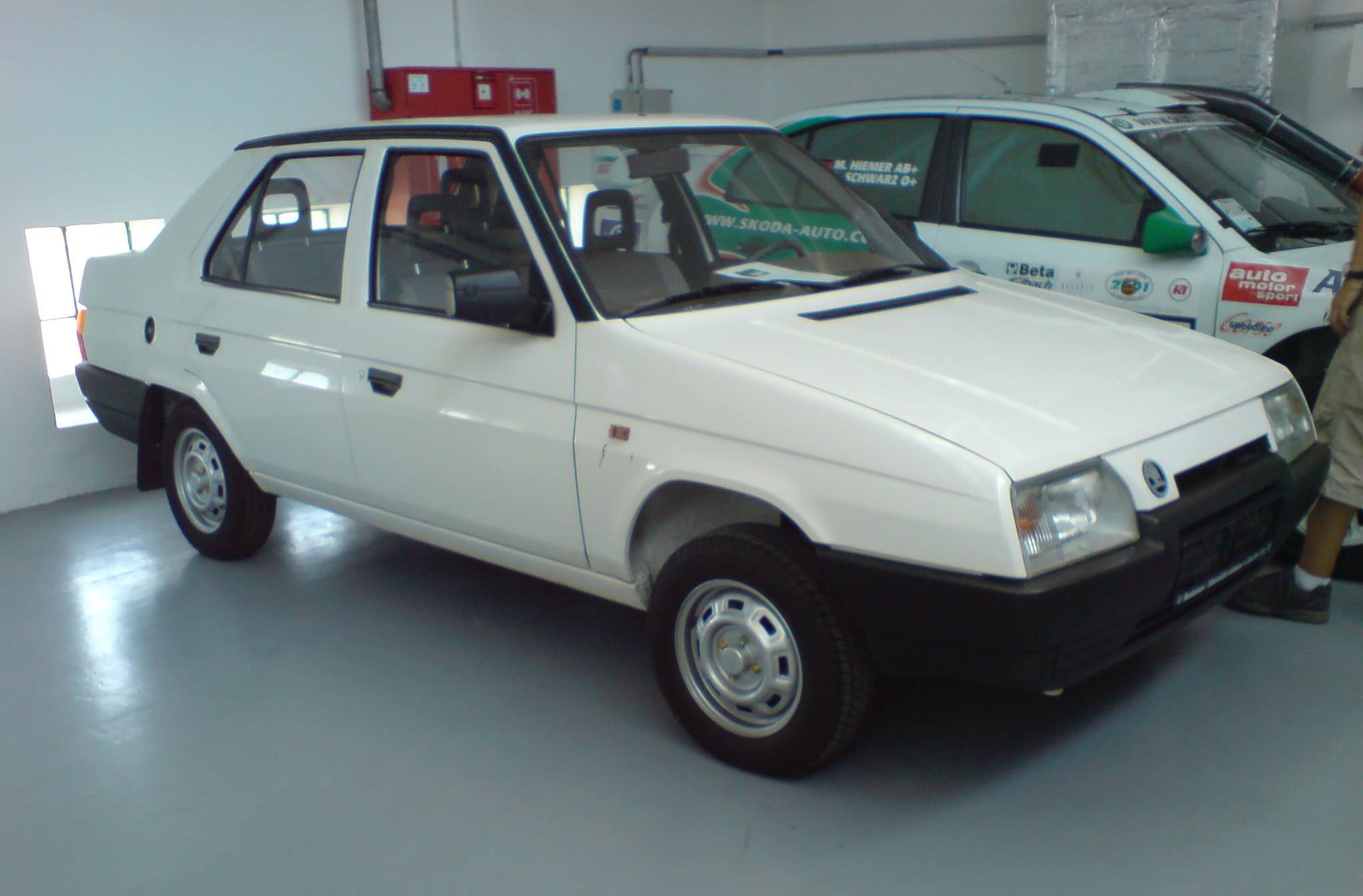
Prototype de Favorit tricorps

## Sources
- Bernard Vermeylen, Voitures des pays de l'Est, Boulogne-Billancourt, ETAI, 2008, 239 p. (ISBN 978-2-7268-8808-7, OCLC 470767381)